# Sportul în Țările de Jos

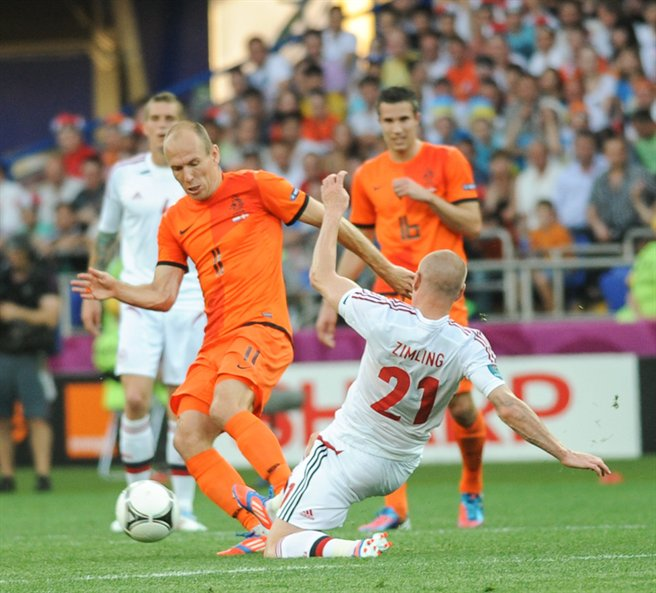
Arjen Robben la Euro 2012

Țările de Jos este o țară în care cele mai populare sporturi sunt: fotbalul, ciclismul și tenisul.

## Legături externe
- NL Planet – Sportul în Țările de Jos Arhivat în 3 februarie 2009, la Wayback Machine.